# 2383 Bradley
2383 Bradley eller 1981 GN är en asteroid i huvudbältet som upptäcktes den 5 april 1981 av den amerikanske astronomen Edward L.G. Bowell vid Anderson Mesa Station. Den är uppkallad efter Martin och Maud Bradley, vänner till upptäckaren.
Asteroiden har en diameter på ungefär 5 kilometer.